# Ryoma Nishimura
Ryoma Nishimura (西村 竜馬 Nishimura Ryoma?), född 2 juli 1993 i Nagano prefektur, är en japansk fotbollsspelare.
Nishimura började sin karriär 2012 i Albirex Niigata. Efter Albirex Niigata spelade han för GE Mauaense, Japan Soccer College, Azul Claro Numazu och Montedio Yamagata.